# 瓦奇斯區
瓦奇斯區（西班牙語：Distrito de Huachis），是秘魯的一個區，位於該國北部安卡什大區的瓦里省，始建於1857年1月2日，面積153.89平方公里，海拔高度3,268米，2005年人口3,920，人口密度為每平方公里25人。